# Anatolij Jegorovič Amosov
Anatolij Jegorovič Amosov (rus.:Анатолий Егорович Амосов) (13. ožujka 1957., selo Ajan,  Habarovski kraj) je čelnik Zakonodavnog Suglana.
Po narodnosti je Evenk.

Od 1992. je bio prvim zamjenikom čelnika okružne Administracije (čelnik odjela za gospodarstvo).
U siječnju 1997. ga se izabralo za čelnika Suglana Evenčkog AO.
Bio je članom Odbora za Sjeverne poslove i malobrojne narode Vijeća Federacije.
U travnju 2001. je po drugi put izabrana za čelnika Suglana.
Objavio je i knjige:
- Evenci, 1998.
- Zemlja obilježena nebom, 2000.
- dizertaciju Zapošljavanje stanovništva Sjevera u uvjetima tranzicije u tržišno gospodarstvo, 1998.
- Evenčka: mehanizam reguliranja zapošljavanja stanovništva, 1999.
- Sjever i tržište, 2001.